# این‌ها حرف‌های واژگون من هستند
«این‌ها حرف‌های واژگون من هستند» (به انگلیسی: These Are My Twisted Words)نام آهنگی از گروه آلترنیتیو راک انگلیسی ردیوهد است که در سال ۲۰۰۹ منتشر شد.

## انتشار
در دوازدهم آگوست ۲۰۰۹ آهنگ بر روی شبکه تورنت قرار گرفت.گمان می‌رود که خود اعضا آهنگ را عمداً بر روی اینترنت قرار دادند هرچند که هیچ گاه هیچ‌کدام از اعضا این موضوع را نگفته‌اند.فایل تورنت همچنین حاوی تعدادی آرت ورک بود که بعدها با انتشار آهنگ نیز منتشر شد.جانی گرینوود گیتاریست گروه در وبلاگ گروه "فضای هوای آلوده" گفت که آهنگ به صورت مجانی بر روی سایت گروه یا تورنت قرار گرفته است.دانلودها همراه با تعداد متفاواتی آرت ورک‌های هنری اثر استنلی داونوود و تام یورک بوده است.